# 中外新闻七日录
《中外新闻七日录》是早年外国教会和传教士在中国所办的报刊，是中國近代最早单张发行的周报。

## 历史
1865年2月2日，英国伦敦布道会传教士湛约翰（John Chalmers）在广州创办报刊《中外新闻七日录》并任第一任主编，十六开,分上下两栏，创刊号上栏小引日:“我济耶稣教会,忻忻而创是新闻七日录,非欲借以邀利也,盖欲人识世事变迁，而增其闻见，为格物致知之一助耳。”该报报道新闻、介绍科学知识、刊载少量时事论文和文艺稿，偶有航运、商情消息和广告，但比商业报纸要少得多。其宗教宣传，渗透于新闻、科学之中，巧妙宣扬上帝的万能与基督的博爱。《中外新闻七日录》依托惠爱医馆自办发行，在博济医局、双门底福音堂、惠爱医馆出售。为了迎合民众的需要，湛约翰等传教士在进行“医学传教”的同时。也利用报纸传播医药信息，免费给一些穷苦民众治病送药。

## 内容特点

### 记录下层生活
同治四年(1865年)三月十八日，该报报道了广州市场米价昂贵的情况：“羊城米市垄断居奇，买多卖少，高抬时价。”并作出解释：“原夫粤东生齿日繁，土产谷粮本不敷民食，自阮芸台(注：两广总督阮元)中堂节制两粤时，创设条例，凡入口洋船系运载谷米者，概行免税，故每岁得洋米接济，是以米价日低，穷民无啼饥之苦。至近年换和约之后，复征收船钞，各洋船运米到粤者，皆裹足不肯入口。止(只)在港澳停泊贸易。以致奸商得以囤积，而米价日昂。” 

对于百姓娱乐生活的报道：农历腊月二十三日夜。“相传以为是夜灶君上天详奏人间善恶……俗例于是晚具鸡豚果酒，日，吾以享神而望其护佑也。”而新年之俗，“各人往亲友家道贺，每见人家孩子，多以红纸封利市，或钱或银，以博小孩之欢。求利者遂于初旬用色纸糊各种生物牌灯，满悬市镇。” 

“每年居民当中秋节醵金，盖一有台之高大篷厂，于十四五夜张灯结彩，如开不夜之城。任四方之善歌者登台自唱。以尽其所长。殆一人曲罢，复人一人继其声。可谓歌累累如贯珠者，人熙熙如贯鱼矣。尔时，台下士女踏月而来，观听者如云，名之日唱山歌。其曲之动听者．击节欢赏，其曲之不动听者。但供一笑。” 

第33期报道：“近日省城多有蚩氓往游香港，欲观盂兰盆会，而反诚(称)狂妄之事也。”

### 反映社会乱象
1865年至1867年问，《中外新闻七日录》多次报道了广州及其近郊发生的盗匪事件。如同治四年(1865年)八月，广州小东门一家“晋安押”被抢劫，又如一家“南盛”洋货店在1866年10月16日遭到抢劫，此类抢劫案件经常出现在本地新闻中，仅第97期所刊《羊城贼劫琐闻》中，就报道了最近的三起劫案。

同治四年（1865年），广东督抚曾下令严禁赌博，然而，本年七月十九日《中外新闻七日录》披露，“有赵裕者，以白鸽票禀请承饷，复开票厂，每月愿交银一万两，以助军需。”同年11月，广州承包闱姓票的六家赌商，业已期满。为进一步获取暴利，“复求军需局各官给示，许其照旧章下岁科试两年依式捐缴充承。”

第151期刊载赌博致使的惨剧：“西门外长庚里，梁某有子，年将及壮，终日以赌博为事，父母责之不从．亲朋谏之不听。乃于本月十三日，将身穿之衣服尽付质库，取银输完。是日回家，父母交嘀万端，自见无颜，乃白寻短见，竞买信石食之，欲辞人世。”

报道西关官埠前的妓楼：“大楼高叠三层，夜间粉黛星罗，纨绮云集，灯火辉煌，弦歌呕哑，大开闹热之场．实设迷人之阵。一年之中，不知倾尽几人家产，丧尽几人品志矣。”

### 普及科技文化
《中外新闻七日录》发表了《地球转动论》、《日论》、《人身血脉运行图说》、《电气线近闻》、《气机篇》、《种痘说》等文章，为下层民众科普天文、物理、医学、科技等领域的基础知识，并绘制简明易懂的图画，以期形象地展示西方科技文明成果，如《西国缝衣服器具图式》一文介绍了当时广州人感到极为新鲜的缝纫机，“其形面如桌子，以木为之，正中放铁器一块。铁器上有活机一条，其形如弓，是使(应为便)其拿针者，左边放线一团，穿过活机之头……”这种新式机器，“能挑缝衣服手巾各物，快捷异常，计每日做物，可能当女工之十。”

## 影响
《中外新闻七日录》作为19世纪60年代国内出版的少数中文报刊之一．有着深入报道地方新闻贴近民众生活的特点，因而广受青睐，“每期观者万余人，可见欣赏之盛矣”。其在城市空间内的传播程度在当时中文报刊之中无人能出其右。该报对广州地方新闻报道的深度和广度，其他报刊少有涉及，因此对于后人研究广州社会史和新闻史具有极大历史意义。